# Überfall (Wasserbau)

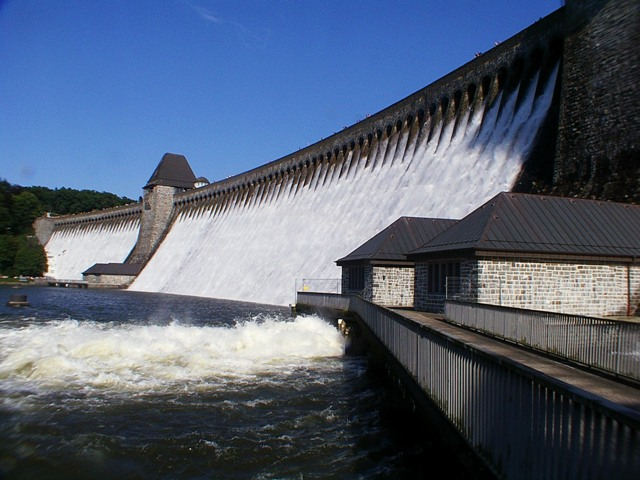
Überfall der Möhneseestaumauer

Ein Überfall ist im Wasserbau der Abflussvorgang über einem Wehr, manchmal wird auch das Wehr selbst als Überfall bezeichnet. Wesentlich bei einem Überfall ist der Übergang von strömendem zu schießendem (d. h. von langsam fließendem zu sehr schnell fließendem) Abfluss; dieser Übergang stellt sich genau an der Überlaufschwelle ein.
Der Überfall ist zusammen mit dem Fortleitungsbauwerk (Gerinne) und dem Tosbecken ein grundlegender Bestandteil der Hochwasserentlastung.
Ähnlich wie bei der Messblende kann mit dem Überfall der Durchfluss ermittelt werden. Betrachtet wird dabei die Überfallhöhe. Für die Berechnung von Überläufen kann die Wehrformel benutzt werden. Der Überfallbeiwert berücksichtigt dabei die Form der Strahlumlenkung.

## Im Deichwesen
Im historischen Deichwesen bezeichnet der Überfall einen Überlaufdeich bzw. die absichtlich in den Deich gelegte Lücke, um dem Flusswasser einen Zugang zum Ackerland zu verschaffen, damit sich Schlick als Dünger auf den Feldern ablagern konnte. Die abgesenkte Stelle im Deich wird auch als Dammscharte bezeichnet.